# Onthophagus depilatus
Onthophagus depilatus là một loài bọ cánh cứng trong họ Bọ hung (Scarabaeidae).